# Jugendflamme
Die Jugendflamme ist ein Ausbildungsnachweis in Form eines Abzeichens für Jugendfeuerwehrmitglieder in Deutschland und wird in drei Stufen unterteilt. Die von der Deutschen Jugendfeuerwehr (DJF) bundeseinheitlich vorgegebenen Rahmenbedingungen können von den Landesfeuerwehrverbänden teilweise variiert werden. Das Abzeichen kann mit dem Namen des Bundeslandes versehen werden.

## Durchführung
Die Abnahme der Jugendflamme wird von den Landesjugendfeuerwehren organisiert. Abnahmen von Teilnehmern aus anderen Bundesländern sind möglich und erwünscht. Aus diesem Grund müssen die Bedingungen der einzelnen Stufen eng angeglichen sein, damit sie sich von denen anderer Bundesländer nicht zu stark unterscheiden. Die einzelnen Stufen werden länderübergreifend anerkannt. Sie können jedoch mehrfach in verschiedenen Bundesländern erworben werden.

## Verleihung
Der Erwerb der einzelnen Stufen der Jugendflamme wird mit einem Stempel im Mitgliedsausweis bestätigt. Das Abzeichen wird auf der linken Brusttasche des Übungsanzuges getragen und darf auch nach Übertritt in die Einsatzabteilung am Dienstanzug weiter getragen werden. Die Jugendflamme besteht aus drei verschiedenen Abzeichen gleicher Form mit unterschiedlichen Flammenfarben.

## Übersicht
|                   | Stufe I                         | Stufe II                  | Stufe III |
| ----------------- | ------------------------------- | ------------------------- | --- |
| Zielgruppe        | ab 10 Jahren oder nach Eintritt | 13 Jahre und älter        | 15–18 Jahre                                                                                                  |
| Bedingungen       | keine                           | Stufe I                   | Stufe II, Erste-Hilfe-Ausbildung und ein Praktikum, über ein Jahr Mitgliedschaft in der jeweiligen Feuerwehr |
| Mannschaftsstärke | einzeln                         | beliebig, einzeln möglich | beliebig, einzeln möglich                                                                                    |
| Abnahmeberechtigt | JFW                             | KJFW/FBL Wettbewerbe      | KJFW/FBL Wettbewerbe/Abnahmeberechtigter der DJF                                                             |
| Abzeichen         | gelb, grau, grau                | gelb, grau, orange        | gelb, rot, orange                                                                                            |

## Beschreibung

### Stufe I

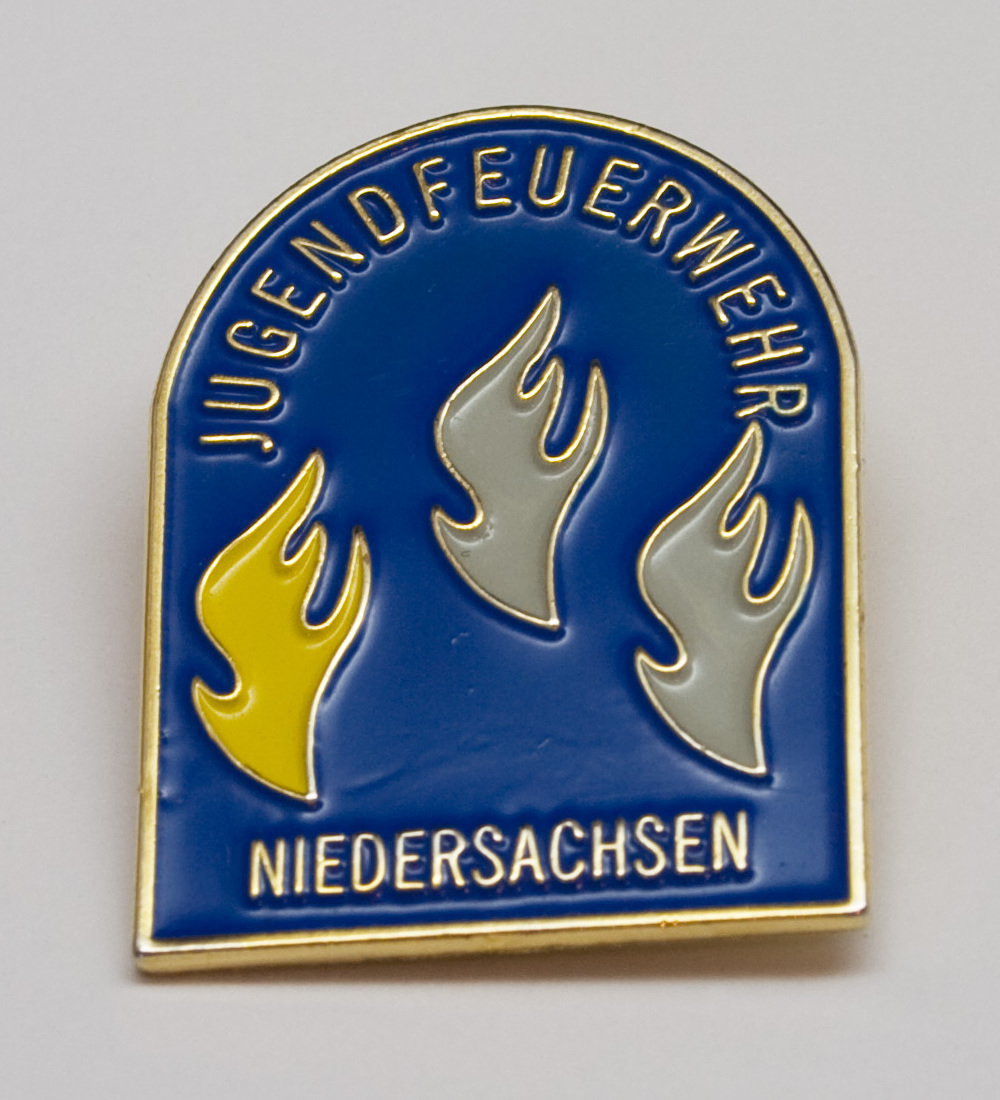
Jugendflamme Stufe 1 (Niedersachsen)

Abnahme durch den Jugendfeuerwehrwart (JFW). Abnahme erfolgt einzeln.
Folgende Fertigkeiten sind nachzuweisen
- Zusammensetzung des Notrufes: Wo? Was? Wie viele? Wer? Warten! Ruf 112 Warten! Lokalbezogene Information über Notruf 112, 110, 19222 – Praktische Demonstration
- Anfertigung von drei Knoten oder Stichen
- Durchführung von drei feuerwehrtechnischen Aufgaben
- Aufgabenauswahl aus:
  - sportlichem
  - kulturellem, musikalischem, kreativem
  - sozialem
  - ökologischem Bereich

Erste Eintragung in den DJF-Mitgliedsausweis und Verleihung des Abzeichens Stufe I (gelb/grau/grau).

### Stufe II

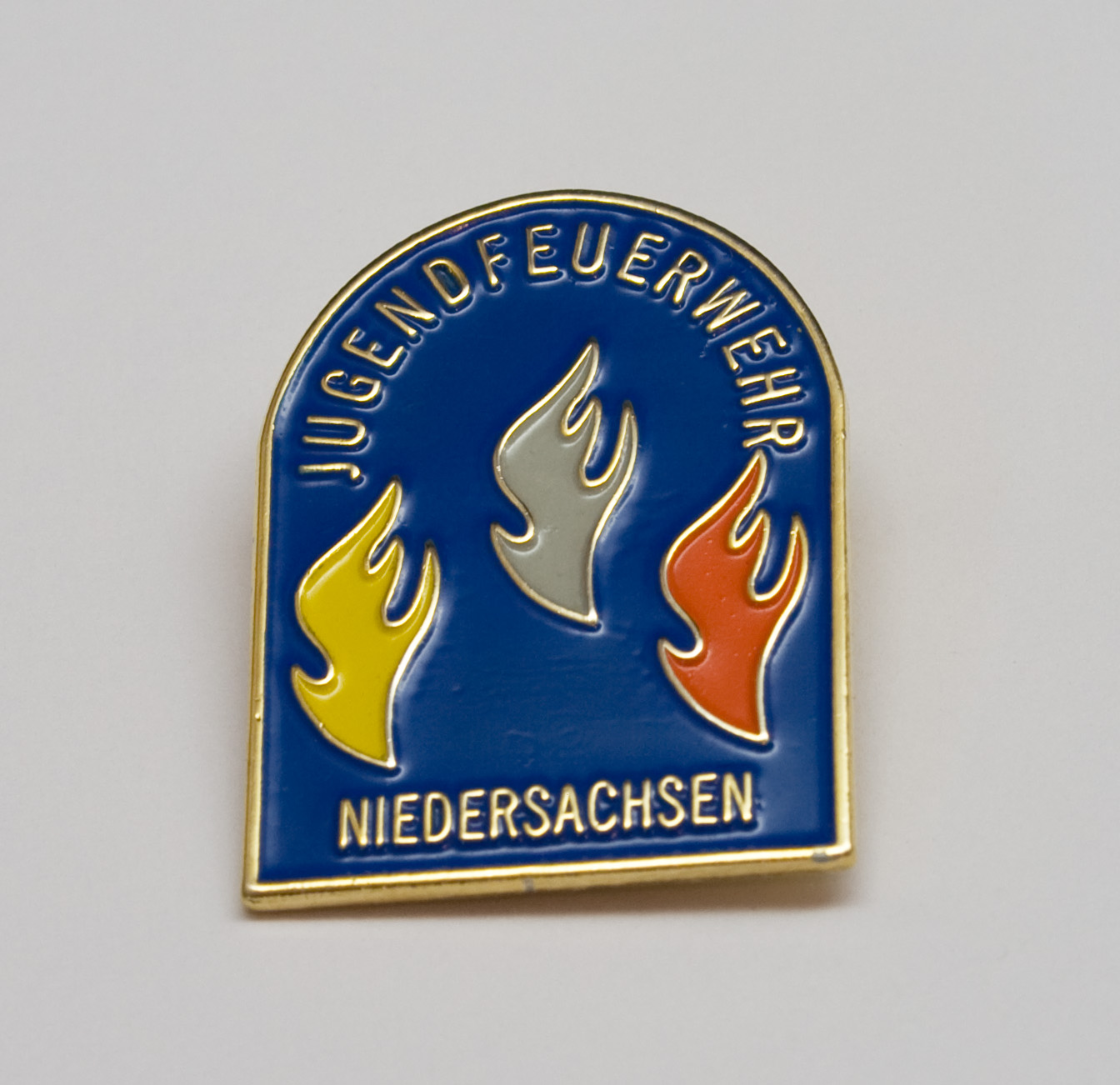
Jugendflamme Stufe 2 (Niedersachsen)

Abnahme auf Orts- oder Kreisebene durch den Kreisjugendfeuerwehrwart (KJFW), Fachgebietsleiter (FBL) Wettbewerbe.
Mannschaftsstärke beliebig (einzeln möglich).
Folgende Fertigkeiten sind nachzuweisen
- Feuerwehrwissen
Fünf Aufgaben aus dem Bereich Fahrzeug- und Gerätekunde
- Technik in der Jugendfeuerwehr
Zwei Aufgaben aus dem Bereich Technik
- Sport und Spiel
sportlicher und spielerischer Charakter, z. B. Dorfrallye, Olympiade (während eines Zeltlagers oder einer Kreisveranstaltung)

Zweite Eintragung in den DJF-Mitgliedsausweis und Verleihung des Abzeichens Stufe II (gelb/grau/orange).

### Stufe III

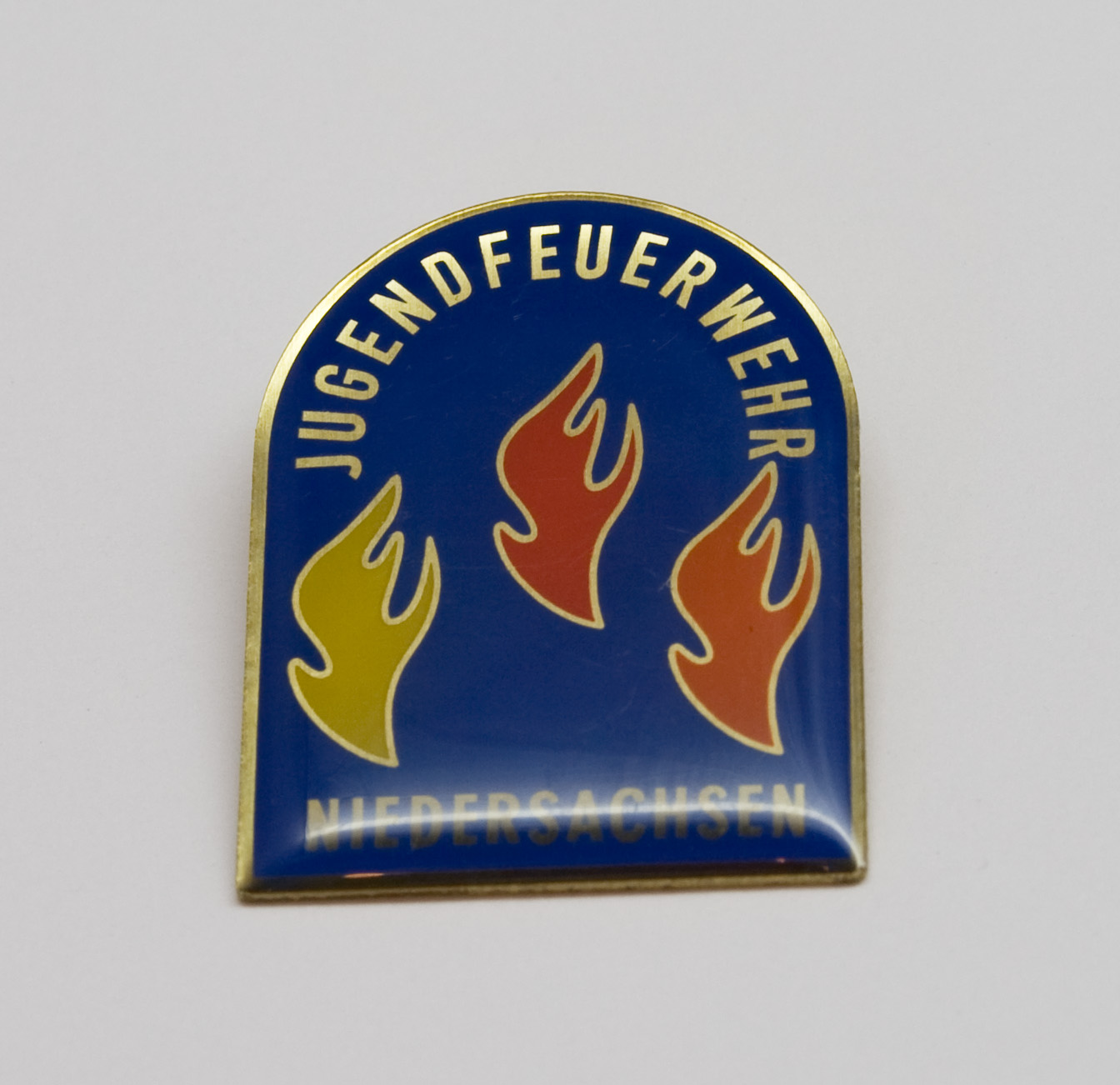
Jugendflamme Stufe 3 (Niedersachsen)

Abnahme auf Orts- oder Kreisebene durch den Kreisjugendfeuerwehrwart (KJFW), Fachgebietsleiter (FBL) Wettbewerbe oder den Abnahmeberechtigten der DJF.
Mannschaftsstärke beliebig (einzeln möglich).
Folgende Fertigkeiten sind nachzuweisen
- Feuerwehrtechnik
- Erste Hilfe
Nachweis über einen Erste-Hilfe-Kurs jedes Teilnehmers
Lösung eines Fallbeispiels
- Themenarbeit (Einzel- oder Mannschaftsleistung)
öffentlichkeitswirksam, z. B. Bildwand, Theaterstück

Dritte Eintragung in den DJF-Mitgliedsausweis und Verleihung des Abzeichens Stufe III (gelb/rot/orange).
Seit September 2014 ist der Erwerb der Leistungsspange nicht mehr Voraussetzung für das Erreichen der Jugendflamme Stufe III.

## Zielsetzung
- Kristallisationspunkt für Inhalt, Form, Wertesetzung und Gestaltung der Jugendarbeit der Feuerwehren
- Vermittlung und Präsentation traditioneller Elemente der feuerwehrtechnischen Ausbildung sowie Inhalte und Methoden der Jugendarbeit
- Gestaltung der Jugendfeuerwehrzugehörigkeit
- Hilfestellung für Jugendfeuerwehrwarte
- Rücksicht auf regionale Besonderheiten
- Veränderungs- und Verbesserungsvorschläge durch Rückmeldungen